# Снайперская винтовка Драгунова
7,62-мм снайперская винтовка Драгунова (СВД, Индекс ГРАУ — 6В1) — советская самозарядная снайперская винтовка, разработанная в 1957—1963 годах группой конструкторов под руководством Евгения Драгунова и принятая на вооружение Советской Армии 3 июля 1963 года вместе с оптическим прицелом ПСО-1.

## Боеприпасы и комплектация
Для стрельбы из СВД применяются винтовочные патроны 7,62×54 мм R с обыкновенными, трассирующими и бронебойно-зажигательными пулями, снайперские патроны 7Н1, снайперские бронебойные 7Н14; может также стрелять патронами с экспансивными пулями JHP и JSP. Огонь из СВД ведется одиночными выстрелами. Подача патронов при стрельбе производится из коробчатого магазина ёмкостью 10 патронов. На дульной части ствола крепится пламегаситель с пятью продольными прорезями, маскирующий выстрел и предохраняющий от загрязнения ствола.
Наличие газового регулятора для изменения скоростей отката подвижных частей обеспечивает надёжность винтовки в работе.
Мелкосерийно для СВД производился тактический глушитель-пламегаситель, известный как ТГП-В, разработанный НПО «Специальная Техника и Связь», с креплением поверх штатного пламегасителя, однако его эффективность была достаточно спорной.

## Принцип действия

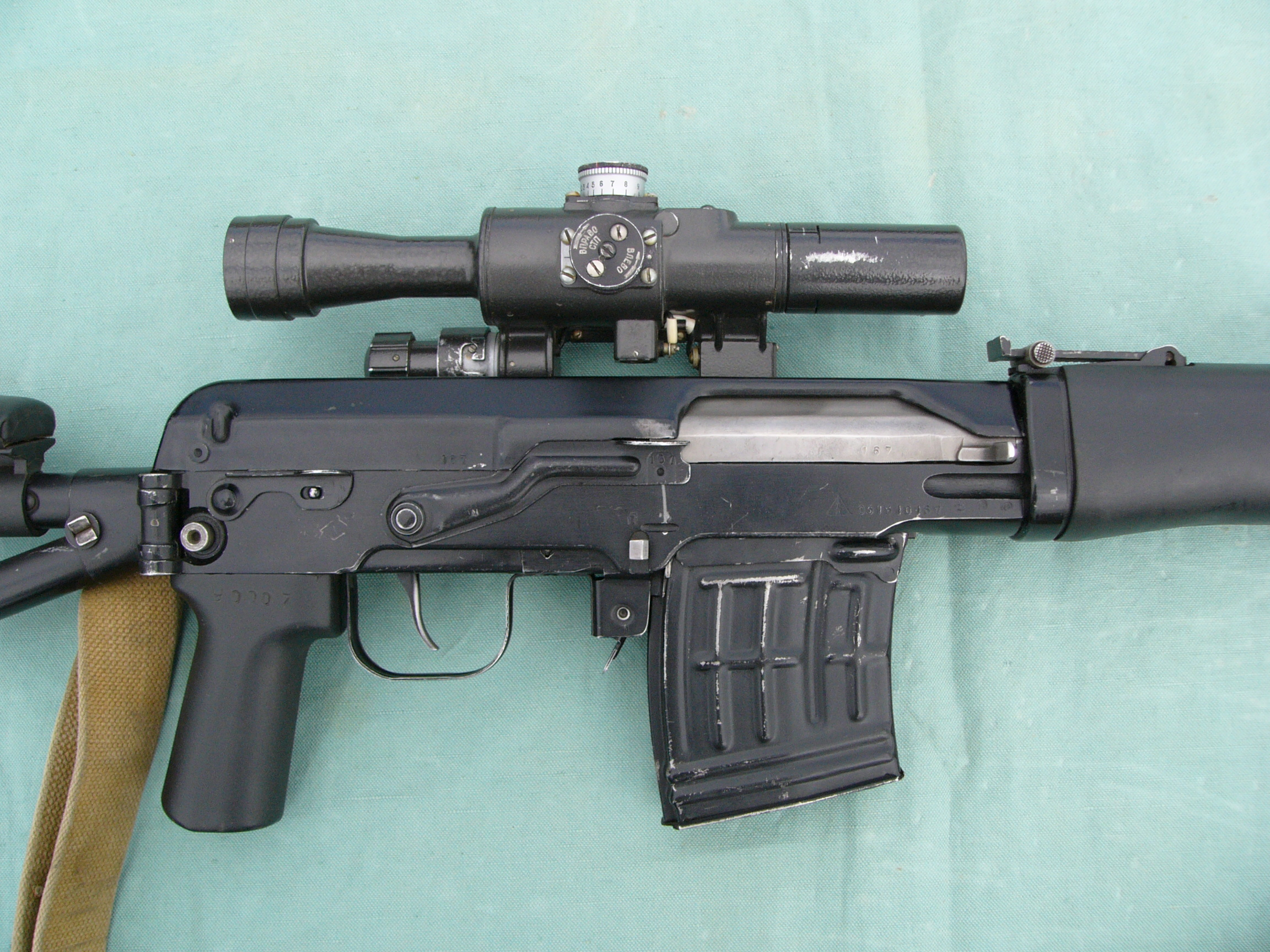
Ствольная коробка СВДС крупным планом

При выстреле часть пороховых газов, следующих за пулей, устремляется через газоотводное отверстие в стенке ствола в газовую камеру, давит на переднюю стенку газового поршня и отбрасывает поршень с толкателем, а вместе с ними и затворную раму в заднее положение.
При отходе затворной рамы назад затвор открывает канал ствола, извлекает из патронника гильзу и выбрасывает её из ствольной коробки наружу, а затворная рама сжимает возвратную пружину и взводит курок (ставит его на взвод автоспуска).
В переднее положение затворная рама с затвором возвращается под действием возвратного механизма, затвор при этом досылает очередной патрон из магазина в патронник и закрывает канал ствола, а затворная рама выводит шептало автоспуска из-под взвода автоспуска курка и курок становится на боевой взвод. Запирание затвора осуществляется его поворотом влево и захождением боевых выступов затвора в вырезы ствольной коробки.
Для производства очередного выстрела необходимо отпустить спусковой крючок и нажать на него снова. После освобождения спускового крючка тяга продвигается вперед и её зацеп заскакивает за шептало, а при нажатии на спусковой крючок зацеп тяги поворачивает шептало и разъединяет его с боевым взводом курка. Курок, поворачиваясь на своей оси под действием боевой пружины, наносит удар по ударнику, а последний продвигается вперед и производит накол капсюля-воспламенителя патрона. Происходит выстрел.
При выстреле последним патроном, когда затвор отойдёт назад, подаватель магазина поднимает вверх останов затвора, затвор упирается в него и затворная рама останавливается в заднем положении. Это является сигналом тому, что надо снова зарядить винтовку.

## Точность и кучность
Когда СВД принимали на вооружение, снайперского патрона к ней ещё не было, поэтому в соответствии с «Наставлением по стрелковом делу» кучность боя винтовки проверяется стрельбой обычными патронами с пулями со стальным сердечником и считается нормальной, если при стрельбе четырьмя выстрелами из положения лёжа на дальность 100 м все четыре пробоины умещаются в круг диаметром 8 см.
В 1967 году на вооружение был принят снайперский патрон 7Н1. При стрельбе этим патроном на дистанции 300 м, рассеивание составляет (в зависимости от шага нарезов) не более 10—12 см.
Изначально СВД выпускалась с шагом нарезов ствола 320 мм, аналогичным спортивному оружию и обеспечивающим наилучшую кучность стрельбы обычными и снайперскими патронами; однако при таком шаге рассеивание бронебойно-зажигательных пуль наоборот, резко увеличивается. Поэтому в 1975 году было решено изменить шаг нарезов на 240 мм, что ухудшило кучность стрельбы на 25 % (при стрельбе обычными патронами на дальность 100 м, допустимый диаметр круга попадания увеличился с 8 см до 10 см). 
 Интересно, что последнее дополненное издание «Наставления по стрелковому делу» для СВД вышло в 1967 году. Все последующие издания — 1971, 1976 и 1984 годов были стереотипными копиями издания 1967 года. Поэтому в «Наставлении» ничего не сказано ни о снайперском патроне, ни об изменении шага нарезов.
Дальность прямого выстрела составляет:
- по головной фигуре, высотой 30 см — 350 м;
- по грудной фигуре, высотой 50 см — 430 м;
- по бегущей фигуре, высотой 150 см — 640 м.

Прицел ПСО-1 рассчитан на стрельбу до 1300 метров. Обычно считается, что на такой дальности можно эффективно стрелять только по групповой цели, либо вести беспокоящий огонь. Однако в 1985 году в Афганистане снайпер 345-го гвардейского парашютно-десантного полка Владимир Ильин поразил противника с расстояния 1350 метров. Это рекорд не только для СВД, но и вообще для винтовок калибра 7,62 мм[уточнить].
Главной сложностью при стрельбе на большие дальности являются ошибки подготовки исходных данных для стрельбы (это справедливо для всех снайперских винтовок). На дальности 600 метров срединная ошибка по высоте (в определении дальности, равной 0,1 % дальности) — 63 см, срединная ошибка в боковом направлении (определение скорости бокового ветра, равной 1,5 м/с) — 43 см. Для сравнения, срединное отклонение рассеивания пуль для лучших снайперов для 600 м — по высоте 9,4 см, боковое 8,8 см.
Известны случаи ведения огня из СВД по воздушным целям (так, 12 ноября 1989 года у деревни Сан-Мигель в Сальвадоре партизаном ФНОФМ был сбит реактивный штурмовик Cessna A-37B ВВС Сальвадора — пуля попала в лётчика, после чего самолёт потерял управление и разбился) и БПЛА (иракские боевики, заявлявшие об уничтожении из СВД американских малых разведывательных БПЛА RQ-11 Raven).

## Разновидности

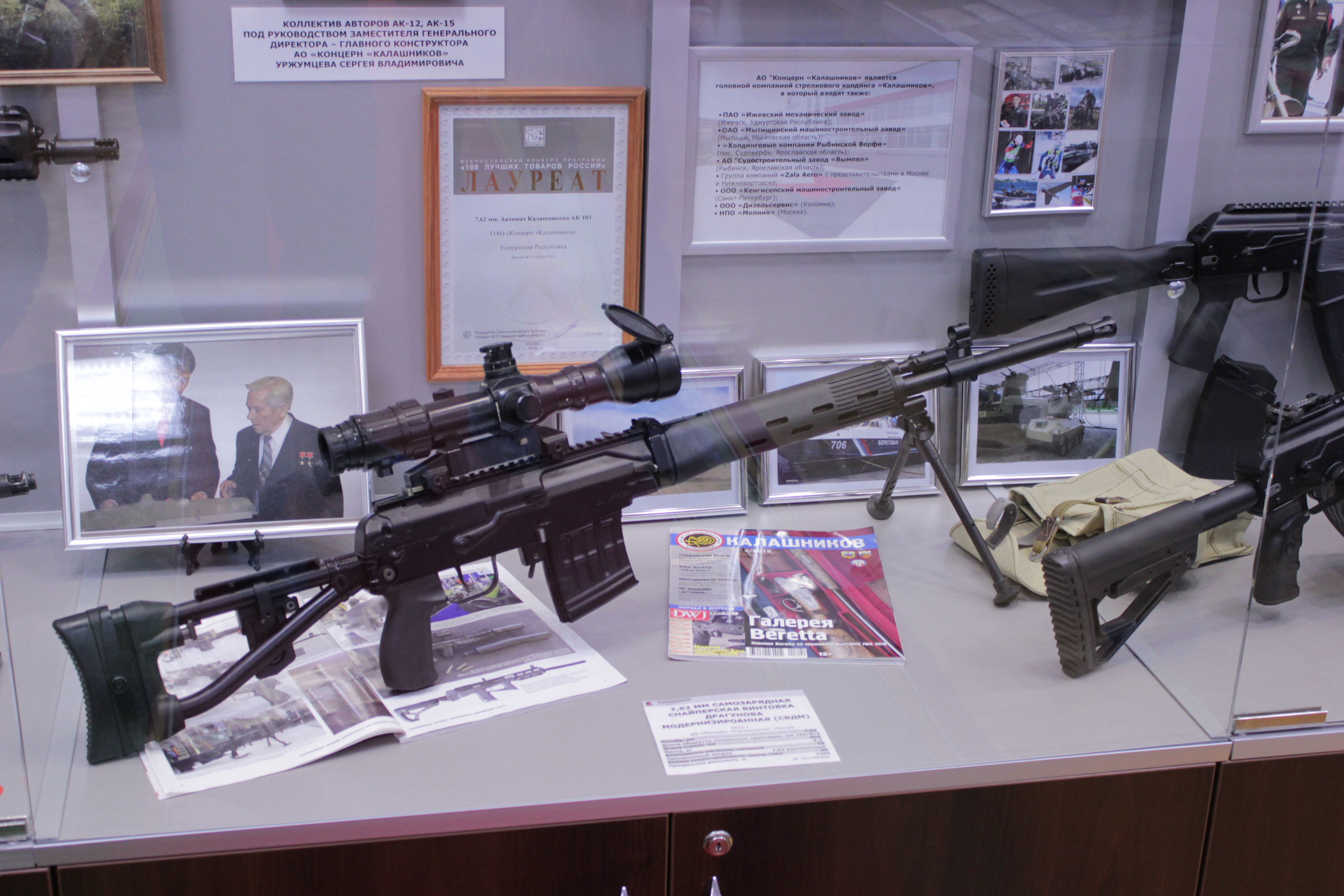
СВДМ в музее Ижмаша

### Принятые на вооружение
- СВДС — вариант СВД для воздушно-десантных войск со складным прикладом и укороченным, но утолщённым стволом; создана в 1991 году, принята на вооружение в 1995 году[4].
- СВУ — вариант СВД с компоновкой булл-пап.
- СВДК — крупнокалиберный вариант СВД под патрон 9,3×64 мм со складным прикладом, аналогичным таковому у СВДС.
- ТСВ-1 — тренировочная винтовка под патрон .22 Long Rifle, разработанная Евгением Драгуновым для первоначального обучения снайперов. Фактически самостоятельное оружие, лишь повторяющее в общих чертах внешний вид СВД.
- СВДМ — вывешенный ствол; добавлены планка Пикатинни и съёмные сошки[12].
- Тигр — охотничий карабин, выпускается в нескольких вариантах исполнения.

### Экспериментальные
- АФ — экспериментальный автоматический вариант с несколько укороченным стволом под патрон 5,45 × 39 мм, разработанный Евгением Драгунов в 1977-1980 годах в рамках НИР «Флажок».
- СВЛ — экспериментальная снайперская винтовка, созданная на основе СВД под патрон 4,5/10 мм со стреловидной пулей (схожий с патроном автомата АО-27) Н. С. Лукиным в 1970-х годах в рамках НИР "Финвал".
- ССВ-58 — ранние прототипы СВД, которые не сильно отличались от финального образца.
- СВД-81 — прототип 1981 года, в дальнейшем лёгший в основу СВДМ.

## Сравнительные характеристики различных образцов
| Типы:             | СВД                                                   | СВДС                                                   | СВУ                                                            | Тип 85   | СВДМ     | Охотничий карабин «Тигр-9» | СВДК                                  |
| Патрон            | 7,62×54R                                              | 7,62×54R                                               | 7,62×54R                                                       | 7,62×54R | 7,62×54R | 9,3×64 мм                  | 9,3×64 мм                             |
| Длина, мм         | 1220                                                  | 1135 (875 со сложенным прикладом)                      | 980                                                            | 1220     | 1155     | 1180                       | 1250                                  |
| Длина ствола, мм: | 620                                                   | 565                                                    | 520                                                            | N/A      | 565      | 565                        | 620                                   |
| Масса, кг:        | 4,5 (с оптическим прицелом и неснаряжённым магазином) | 4,68 (с оптическим прицелом и неснаряжённым магазином) | 5,6 (с оптическим прицелом ПОСП8х42 и неснаряжённым магазином) | 4,4      | 5,3      | 4                          | 6,5 (без оптического прицела и сошек) |

## Страны-эксплуатанты
- СССР[20]
- Азербайджан
- Албания[21]
- Армения[22]
- Афганистан[20]

География распространения СВД

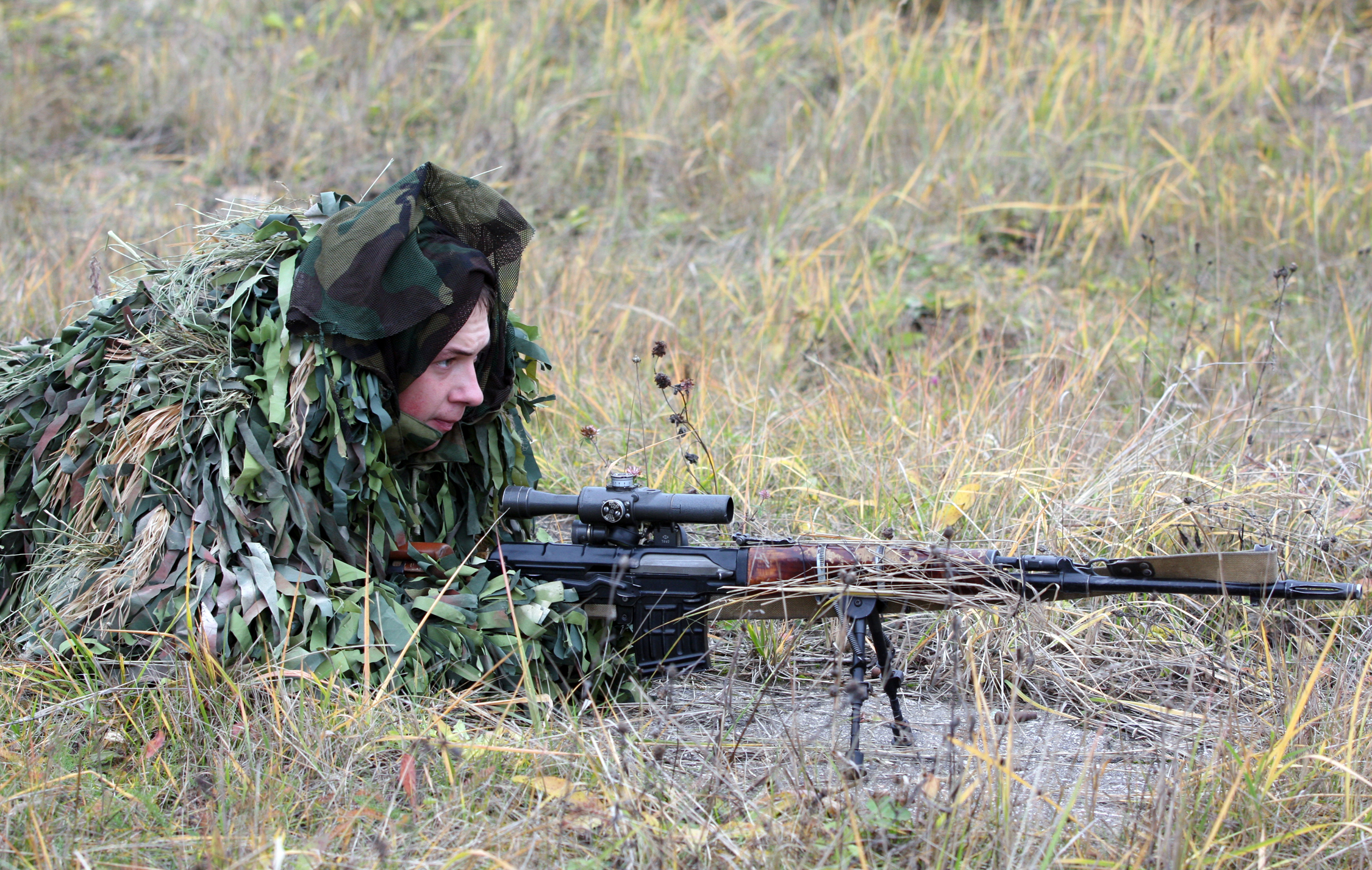
Снайпер 4-й отдельной танковой бригады с СВД

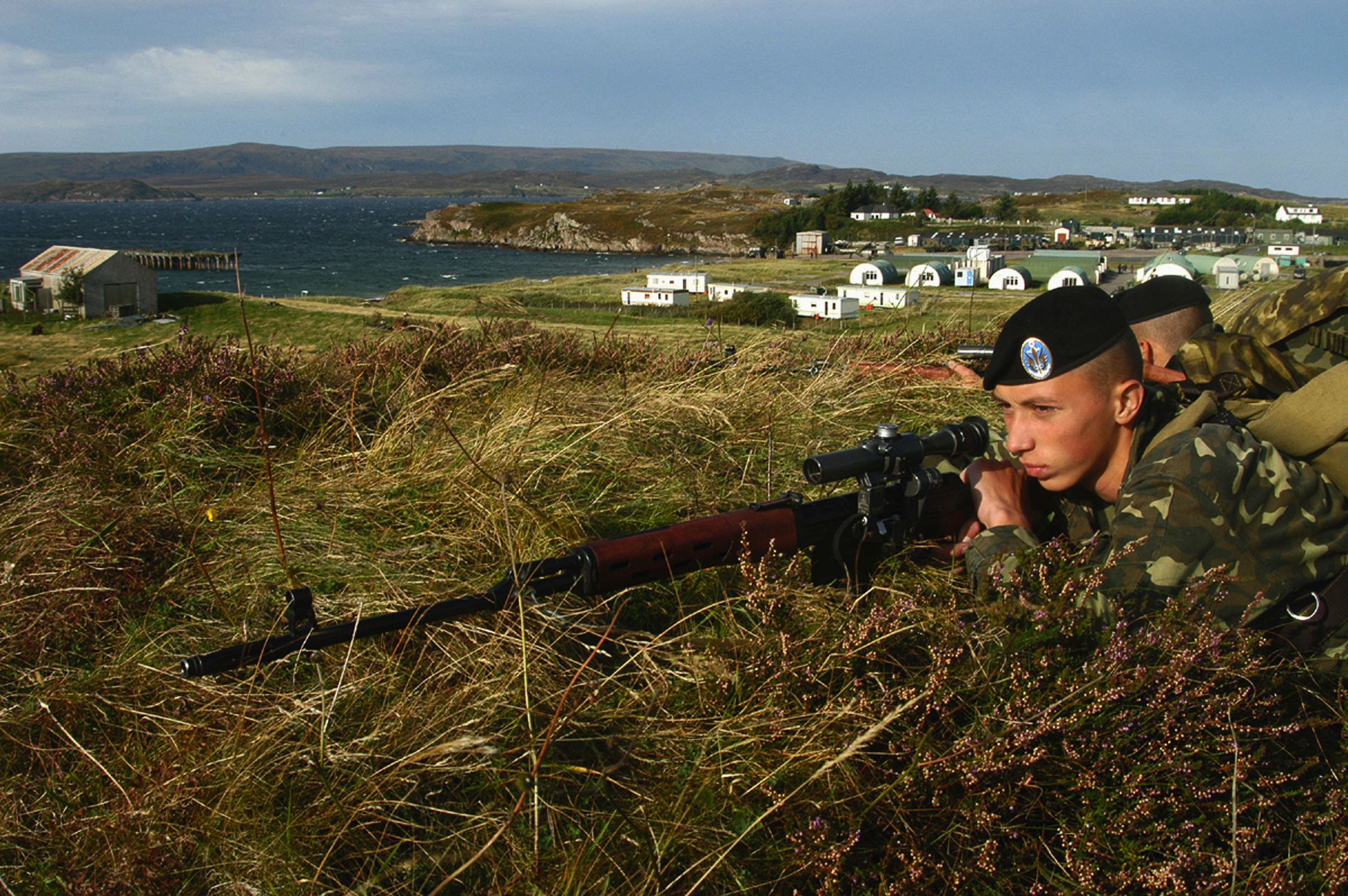
Украинский морской пехотинец с СВД

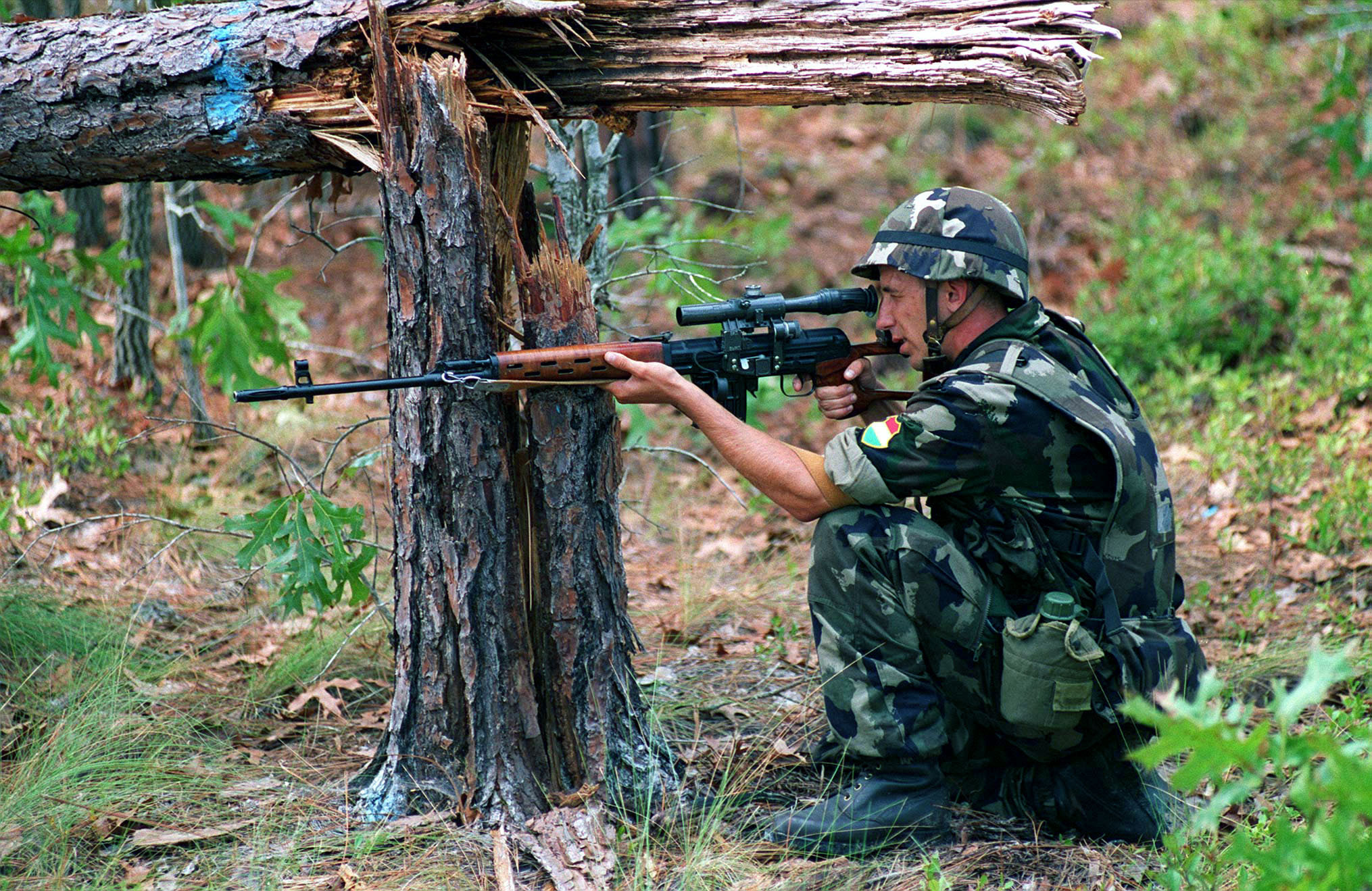
Венгерский солдат с СВД

- Бангладеш — винтовки «тип 85» производства КНР[23]
- Беларусь — вооружённые силы[24], МВД, КГБ[25].
- Болгария[25]
- Венгрия[26]
- Венесуэла — закуплены для вооружённых сил Венесуэлы[27]
- Вьетнам[28]
- Грузия[25]
- Индия — партия винтовок была закуплена в начале 1990-х годов для армии, в декабре 2016 года было объявлено о намерении заменить СВД новыми снайперскими винтовками, в январе 2019 года для их замены закупили 5719 шт. снайперских винтовок под патрон .338 Lapua Magnum и 12,7х99 мм[29]; выпускается по лицензии[30].
- Ирак — Аль-Кадисия — вариант местного производства[31].
- Иран — несколько СВД есть в спецподразделении ВМС[32]; Nakhjir 3 — вариант местного производства, копия Norinco Тип 79[33][34][35]
- Казахстан[25]
- Кыргызстан[25]
- КНДР
- Китай — Тип 79, копия производства Norinco[36], а также модернизированная версия Тип 85[36][37] и несколько вариантов для гражданского рынка[37][38][39].
- Куба[40]
- Молдова[41]
- Монголия[42]
- Никарагуа[43]
- Польша[25][44]
- Россия[45]
- Румыния — выпускается по лицензии[20].
- Словакия[46]
- Сирия
- Таджикистан[25]
- Туркменистан[25]
- Турция — используется армейской жандармерией[47].
- Узбекистан[48]
- Украина[25]
- Финляндия — под обозначением 7.62 TKIV Dragunov[49].
- Чехия — после присоединения к НАТО в марте 1999 года СВД остались на вооружении армии[50], но в феврале 2022 года было принято решение о замене СВД на полуавтоматическую винтовку CZ BREN-2 PPS под патрон 7,62×51 мм НАТО[51]